# Neocryphoeca gertschi
Neocryphoeca gertschi är en spindelart som beskrevs av Roth 1970. Neocryphoeca gertschi ingår i släktet Neocryphoeca och familjen panflöjtsspindlar. Inga underarter finns listade i Catalogue of Life.